# Busquilla quadraticauda
Busquilla quadraticauda är en kräftdjursart som först beskrevs av Hiroki Fukuda 1911.  Busquilla quadraticauda ingår i släktet Busquilla och familjen Squillidae. Inga underarter finns listade i Catalogue of Life.